# Monségur (Gironde)
Monségur je francouzská obec v departementu Gironde v regionu Akvitánie. V roce 2009 zde žilo 1 546 obyvatel. Je centrem kantonu Monségur.